# توليد الأكسجين

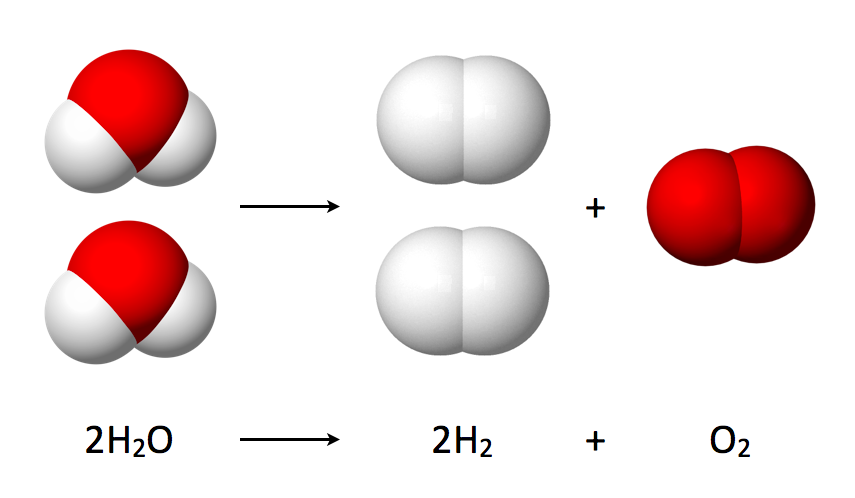
التحليل الكهربائي للماء

توليد الأكسجين  هو وصف لأي عملية تقوم بتوليد أو إنتاج الأكسجين الجزيئي من خلال تفاعل كيميائي.

## آليات توليد الأكسجين
أما بالنسبة لعمليات وطرق توليد الأكسجين فهي تتضمن أكسدة المياه خلال عملية تسمى عملية التمثيل الضوئي في النباتات. أما صناعياً فيمكن الوصول إلى الهدف من خلال التحليل الكهربائي للماء إلى الأكسجين والهيدروجين.